# Konsztantyin Georgijevics Zirjanov
Konsztantyin Georgijevics Zirjanov (oroszul: Константи́н Гео́ргиевич Зыря́нов; Perm, 1977. október 5. –) orosz válogatott labdarúgó, jelenleg a Zenyit Szankt-Petyerburg középpályása.

## Pályafutása
Zirjanov szülővárosának labdarúgócsapatában, az Amkar Permben kezdte a pályafutását, ahonnan hat sikeres szezont követően 2000 tavaszán a Torpedo Moszkvához igazolt, ahol újfent hat évet töltött. A már 30 éves középpályás 2007-ben igazolt a szentpétervári Zenyit Szankt-Petyerburg csapatához, ahol pályafutásának legfényesebb időszakát tölti. 2007 augusztusában 6 góllal járult hozzá egyesülete első orosz bajnoki címéhez,   megválasztották a 2007-es év legjobb orosz labdarúgójának, 2008-ban Orosz Szuperkupa-győztes lett, majd a skót Rangers elleni találatának is köszönhetően UEFA-kupa-aranyérmet szerzett.

### A válogatottban
Egyesületében egyre jobb teljesítményt nyújtó Zirjanovot a holland mesterdző, Guus Hiddink hívta be először az orosz labdarúgó-válogatottba. A szbornajában 2006. május 27-én mutatkozott be egy 0–0-ra végződött Spanyolország elleni barátságos találkozón, állandó szerephez azonban csak 2007 márciusa óta jut. A 2008-as labdarúgó-Európa-bajnokságra készülő orosz válogatott Kazahsztán elleni, 2008. május 23-án rendezett barátságos mérkőzésen lőtte első válogatott gólját.
A 2008. június 14-én rendezett Görögország elleni Európa-bajnoki-csoportmérkőzésen Zirjanov góljával nyert az orosz labdarúgó-válogatott.

## Díjai

### Egyéni
- Az Év Játékosa Oroszországban: 2007.

### Klubcsapattal
- Zenyit Szankt-Petyerburg:
- Orosz bajnok: 2007.
- Orosz Szuperkupa-győztes: 2008.
- UEFA-kupa-győztes: 2008.